# Amer picon
Amer picon este un bitter francez foarte popular cu 40% alcool. Conține portocală, rădăcină de gențiană și chinină. Se bea cu apă gazoasă și cu un strop de lămâie.